# محمدحسین اسلام‌پناه
محمدحسین اسلام‌پناه (۱۳۱۶ -۱۳ اردیبهشت ۱۴۰۴) فرهنگ‌پژوه ایرانی و پیشکسوت صحافی سنتی در ایران بود.

## زندگی
اسلام‌پناه اهل کرمان بود. او دانش‌آموختهٔ مهندسی زمین‌شناسی از دانشکدهٔ فنی دانشگاه تهران و بازنشستهٔ وزارت نیرو بود. او در بازار کرمان، دکان صحّافی «کهنه‌کتاب» را اداره می‌کرد.
اسلام‌پناه در سال ۱۳۷۴ موفق به کسب نشان شایستگی و تقدیر در مرمت کتاب و تندیس یادبود از ششمین جلسه حامیان نسخ خطی ایران شد.

## آثار
- کتیبه‌ها و سنگ‌نوشته‌های کرمان، تهران: انتشارات بنیاد موقوفات دکتر محمود افشار یزدی، ۱۳۹۲
- قصهٔ مهر و ماه، به کوشش محمدحسین اسلام‌پناه، تهران: نشر چشمه‏‫، ۱۳۸۹
- بختیارنامهٔ منظوم، سرودهٔ طوطی کرمانی، به کوشش محمدحسین اسلام‌پناه، کرمان: ‏‫دانشگاه شهید باهنر کرمان‏‫، ۱۳۹۴